# Angoual Mata (Madarounfa)
Angoual Mata (auch: Angoal Mata) ist ein Dorf in der Stadtgemeinde Madarounfa in Niger.

## Geographie
Das von einem traditionellen Ortsvorsteher (chef traditionnel) geleitete Dorf befindet sich rund vier Kilometer nordöstlich des urbanen Zentrums von Madarounfa, der Hauptstadt des gleichnamigen Departements Madarounfa, das zur Region Maradi gehört. Weitere Siedlungen in der Umgebung von Angoual Mata sind Danja im Norden und Kourfin Koura im Südosten.
Angoual Mata ist Teil der Übergangszone zwischen Sahel und Sudan. Die durchschnittliche jährliche Niederschlagsmenge beträgt hier zwischen 400 und 500 mm. Das Dorf liegt zwischen dem Trockental Goulbi de Maradi und der Nationalstraße 9. Zwischen Angoual Mata und dem Goulbi de Maradi erstreckt sich der 830 Hektar große Geschützte Wald von Madarounfa.

## Geschichte
Angoual Mata war 2005 von der landesweiten Ernährungskrise betroffen. Es konnte im Vorjahr nicht genug Getreide erwirtschaftet werden. Die UNICEF spendete dem Dorf zehn Tonnen Hirse.
Der staatliche Stromversorger NIGELEC elektrifizierte Angoual Mata ab 2012. Das Stromnetz wurde 2013 vor Ort von Energieminister Foumakoye Gado eingeweiht.

## Bevölkerung
Bei der Volkszählung 2012 hatte Angoual Mata 3479 Einwohner, die in 452 Haushalten lebten. Bei der Volkszählung 2001 betrug die Einwohnerzahl 2401 in 368 Haushalten und bei der Volkszählung 1988 belief sich die Einwohnerzahl auf 1609 in 264 Haushalten.
Die Zone entlang des Trockentals gehört zu den am dichtesten besiedelten und zugleich zu den ärmsten Nigers, mit erhöhter Unterernährung.

## Wirtschaft und Infrastruktur
Im Dorf ist ein Gesundheitszentrum des Typs Centre de Santé Intégré (CSI) vorhanden. Es gibt eine Schule. Angoual Mata liegt im weitläufigen Weideland rund um die Regionalhauptstadt Maradi, das traditionellerweise in der Trockenzeit von nomadischen Bouzou- und Tuareg-Viehzüchtern aufgesucht wird. Mit Unterstützung der UNICEF wurde eine Getreidebank eingerichtet.